# Storkespringvandet
Storkespringvandet er et springvand på den del af Strøget, der hedder Amagertorv, i København.
Skulpturen er modelleret af billedhugger Vilhelm Bissen efter tegning af professor og maler Edvard Petersen og støbt af bronzestøber Lauritz Rasmussen. Springvandet er doneret af Foreningen til Hovedstadens Forskønnelse, der i 1888 udskrev en konkurrence i anledning af kronprins Frederiks (senere Frederik 8.) og kronprinsesse Louises forestående sølvbryllup. Springvandet blev indviet i 1894.
Det har i en årrække heddet sig, at fuglene ikke er storke, men hejrer. Knud Flensted fra Dansk Ornitologisk Forening er imidlertid ikke i tvivl om at storkene faktisk er storke.
Da springvandet var nyt, plaskede vand mod fuglenes udbredte vinger, så det sprøjtede forbipasserende i ansigtet. Pressen harcelerede over det, og politiet måtte jævnligt rykke ud, fordi ballademagere smed nogen op i kummen. Kommunen lukkede for vandet, men det medførte, at forbipasserende tømte affald i kummen. Så måtte der igen åbnes for vandet.
Siden 1950'erne har det været tradition, at nyuddannede jordemødre danser omkring springvandet.
Under ungdomsoprøret i 1960'erne var Storkespringvandet samlingssted for hippier, der fordrev tiden med at ryge hash og spille guitar – til borgerskabets store forargelse og ofte i konflikt med politiet. Denne konflikt ved “det store stygge Storkespringvand” blev i 1966 besunget af protestsangeren Cæsar, der fik sit gennembrud og skabte en sand landeplage med sangen Storkespringvandet med tekst af Thøger Olesen.
I 2009 blev der som led i en undersøgelse af viral kommunikation oprettet en Facebook-gruppe med titlen Nej til nedrivning af Storkespringvandet!. Der var ingen planer om nedrivning af springvandet, men gruppen nåede på mindre end 14 dage at få mere end 25.000 medlemmer.